# Agaritina
A agaritina é um aminoácido tóxico derivado da fenilidrazina presente em espécies de cogumelos pertencentes ao gênero Agaricus.

## Propriedades
A agaritina é uma substância da classe das micotoxinas encontradas em cogumelos comestíveis do gênero Agaricus, como o champignon, conhecido também no Brasil como cogumelo portobello. Estudos envolvendo a administração de agaritina em camundongos sugerem potencial carcinogênico. Quando pura, se apresenta na forma de cristais transparentes e reluzentes.
Estudos indicam que os cogumelos produtores de agaritina não representam risco significativo à saude pública. Isso se deveria ao fato de que essa toxina possui suscetibilidade à alta temperatura e à oxidação. Análises indicam que cerca de 90% da agaritina é destruída do momento da colheita até o consumo.